# Herzogtum Sachsen-Meiningen
Sachsen-Meiningen war ein ernestinisches Herzogtum im heutigen Thüringen, das 1680 durch Teilung des Herzogtums Sachsen-Gotha unter den Söhnen Herzog Ernsts I. von Sachsen-Gotha (1601–1675) entstand. Das vom gleichnamigen Fürstenhaus, einer Linie der Ernestiner, regierte Sachsen-Meiningen wurde 1867 Bundesstaat im Norddeutschen Bund und 1871 im Deutschen Kaiserreich. 1918 wurde aus dem Herzogtum der Freistaat Sachsen-Meiningen, der 1920 im Land Thüringen aufging.

## Geschichte

### 1680 bis 1826

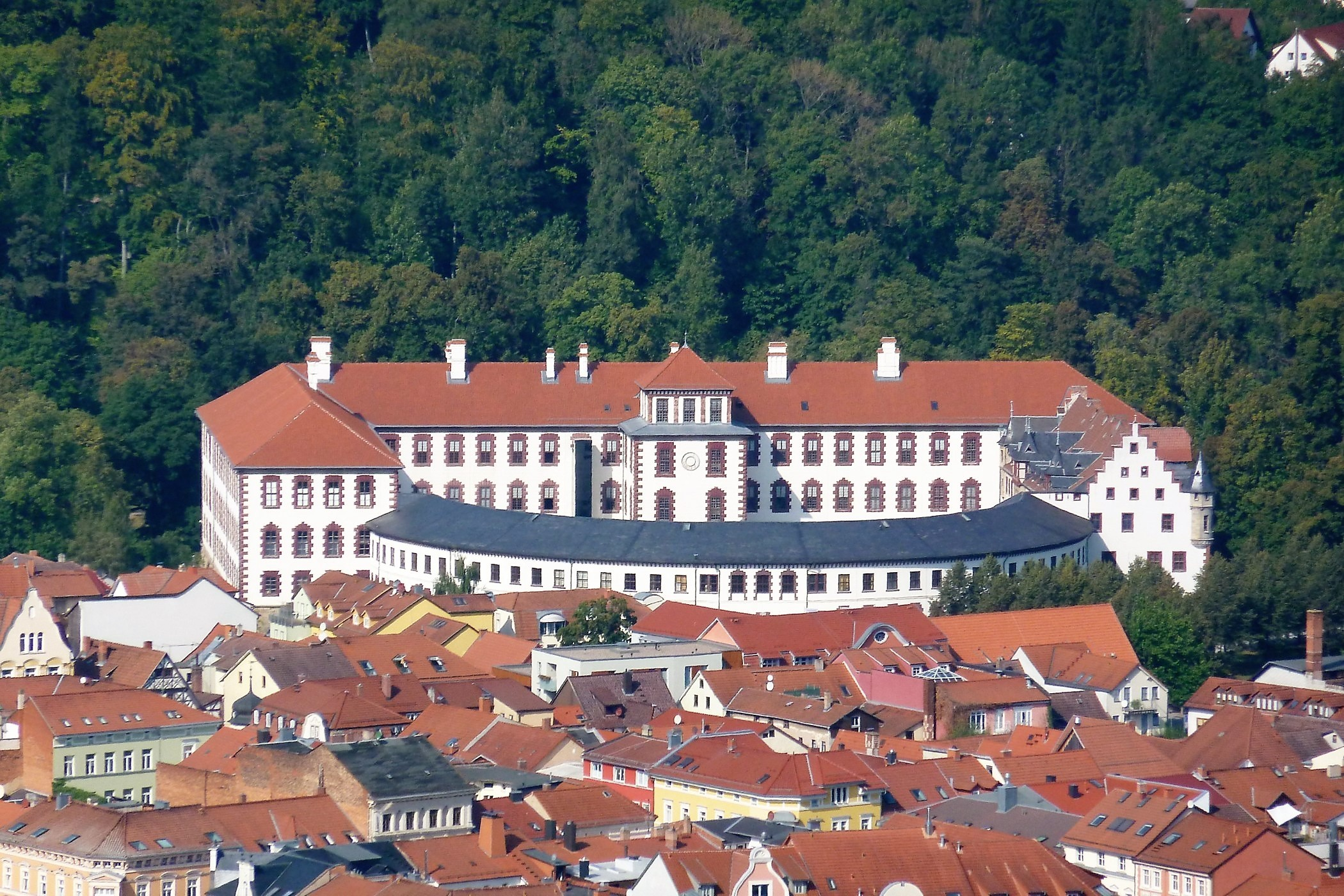
Schloss Elisabethenburg, 1682–1918 Residenz der Herzöge von Sachsen-Meiningen

Sachsen-Meiningen (um 1680)

Der drittälteste Sohn Bernhard I. bekam bei der Teilung des Herzogtums Sachsen-Gotha-Altenburg im Jahr 1680 die ehemals hennebergischen Ämter Meiningen, Maßfeld, Wasungen, Sand und Frauenbreitungen sowie die sächsisch-wettinischen Ämter Salzungen und Altenstein mit dem Gericht Liebenstein zugesprochen. Er bildete daraus das neue Fürstentum Sachsen-Meiningen und war Gründer des Hauses Sachsen-Meiningen. Wie bei den älteren Brüdern, Herzog Friedrich von Sachsen-Gotha und Herzog Albrecht von Sachsen-Coburg, erhielt Sachsen-Meiningen volle Landeshoheit im Reichsverband.
Durch das Aussterben der Linien Sachsen-Coburg 1699 und Sachsen-Römhild 1710 wurde das Territorium des Fürstentums nach jeweils langen und zum Teil kriegerischen Erbauseinandersetzungen (Themarer Krieg) deutlich vergrößert. 1735 wurden das Amt Neuhaus und das Gericht Sonneberg von Sachsen-Coburg und 1753 zwei Drittel der Herrschaft Römhild Sachsen-Meiningen zugesprochen. Das Land nannte sich nun in der Zeit von 1735 bis 1826 Sachsen-Meiningen-Coburg. Sachsen-Meiningen hatte bereits 1723 die Hälfte von Sachsen-Hildburghausen und 1729 auch die schaumbergische Hälfte des Amtes Schalkau sowie 1732 den schaumbergischen Gerichtsbezirk Rauenstein erworben. 1742 entstand bis 1826 aus dem Gericht Sonneberg ein Amt Sonneberg, das zusammen mit den Ämtern Schalkau und Neuhaus sowie dem Gericht Rauenstein räumlich vom Kerngebiet um Meiningen durch das Herzogtum Sachsen-Hildburghausen getrennt war. Für dieses Gebiet bürgerte sich die Bezeichnung „Meininger Oberland“ ein. Das Kerngebiet um die Residenzstadt Meiningen wurde nun als „Meininger Unterland“ bezeichnet. Bis 1806 gehörten die Ämter Meiningen, Maßfeld, Wasungen, Sand, Frauenbreitungen und Amt Salzungen zum Fränkischen Reichskreis.

### 1826 bis 1866

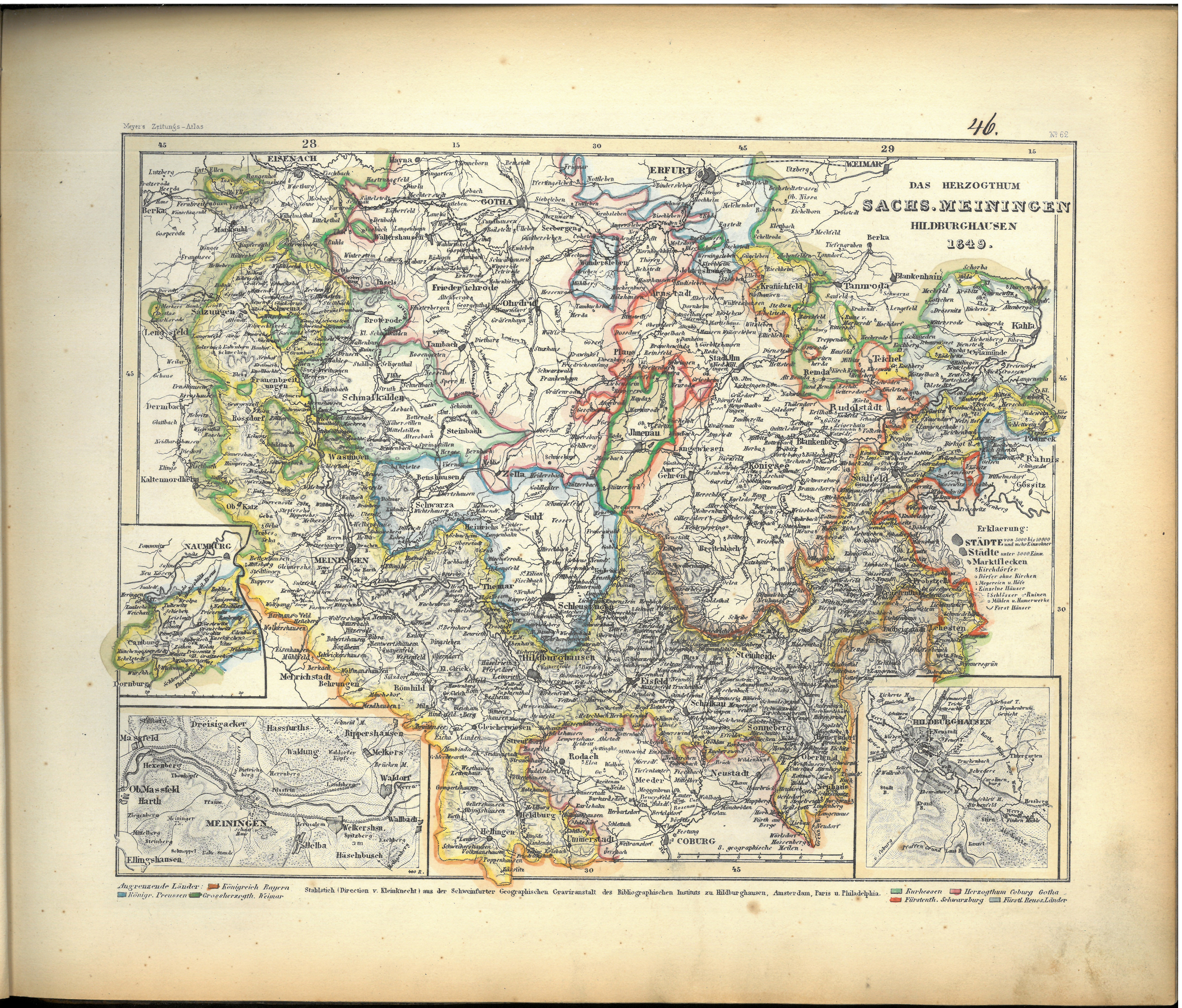
Karte des Herzogtums Sachsen-Meiningen 1849

Die letzte Neuordnung und Territoriumsveränderung der ernestinischen Herzogtümer erfolgte nach dem Aussterben der Linie Sachsen-Gotha-Altenburg im Jahre 1826 durch den Teilungsvertrag zu Hildburghausen. Bis auf die Ämter Königsberg und Sonnefeld erhielt Sachsen-Meiningen ganz Sachsen-Hildburghausen, die Ämter Saalfeld, Gräfenthal und Themar (bisher zu Sachsen-Coburg-Saalfeld), Camburg mit 15 Orten des Kreisamts Eisenberg, Kranichfeld und 1/3 des Amts Römhild (bisher zu Sachsen-Gotha-Altenburg) zugesprochen. Sachsen-Coburg-Saalfeld bekam dafür die Ämter Sonnefeld und Königsberg und das Herzogtum Sachsen-Gotha, das in Personalunion als Doppelherzogtum Sachsen-Coburg und Gotha verwaltet wurde. Der Herzog Friedrich von Sachsen-Hildburghausen wurde zum Ausgleich mit Sachsen-Altenburg abgefunden.
Seit 1815 war Sachsen-Meiningen Mitglied des Deutschen Bundes. Das Herzogtum Sachsen-Meiningen erhielt 1829 eine eigene Verfassung und den aus Landständen vereinten Meininger Landtag, der sich aus 24 parlamentarischen Abgeordneten zusammensetzte. 1833 wurde das Herzogtum im Zoll- und Handelsverein der Thüringischen Staaten Mitglied des Deutschen Zollvereins.

### 1866 bis 1918
Im Deutschen Krieg 1866 stand Sachsen-Meiningen auf der Seite Österreichs, so dass eine preußische Kriegserklärung am 11. Juli erfolgte. Nach der Niederlage Österreichs und dem späteren Austritt am 26. Juli aus dem Deutschen Bund ersuchte Herzog Bernhard II. um die Aufnahme in den Norddeutschen Bund. Dieses wurde ihm nur unter der Bedingung der Abdankung zu Gunsten seines damals preußenfreundlichen Sohnes Georg II. zugesagt. Nach langwierigen Verhandlungen über einen Auseinandersetzungsvertrag mit seinem Sohn dankte der Herzog schließlich am 20. September nach dem Einrücken eines preußischen Infanterieregimentes in Meiningen zugunsten des Erbprinzen Georg ab. So konnte am 8. Oktober ein Friedensvertrag geschlossen werden, der lediglich gegen endgültige Abtretung des umstrittenen Dorfes Abtlöbnitz bei Camburg, ohne weitere Kriegsentschädigungen, die Aufnahme in den Norddeutschen Bund ermöglichte.
Im Jahre 1871 wurde das Herzogtum Mitglied des Deutschen Reiches, das den Norddeutschen Bund ersetzte. Im Bundesrat in Berlin ließ es sich durch das Königreich Bayern vertreten und nicht wie die meisten anderen thüringischen Staaten durch das Großherzogtum Sachsen-Weimar-Eisenach.
Herzogliche Residenz und Landeshauptstadt war die heutige Kreisstadt Meiningen (Landkreis Schmalkalden-Meiningen) mit dem Residenzschloss Elisabethenburg. Die bekannteste und meistgenutzte Sommerresidenz der Meininger Herzöge befand sich im Schloss Altenstein in Bad Liebenstein. Weitere Residenzen waren die Veste Heldburg, das Schloss Landsberg sowie die Villa Carlotta in Tremezzo am Comer See.
Nach der Abdankung des Herzogs 1918 wurde aus dem Herzogtum der Freistaat Sachsen-Meiningen, der 1920 im Land Thüringen aufging.

## Wappen
Blasonierung: Das Wappen ist fünfmal geteilt und zweimal gespalten mit Mittelschild auf dem fünften und achten Feld. In den Feldern:
- Herzschild (Feld 5): Neunmal von Schwarz und Gold geteilt. (Stammwappen der Wettiner, Ernestinische Linie und Kleines Staatswappen von Sachsen-Meiningen)
- Feld 1: In Blau ein siebenmal von Silber und Rot geteilter Löwe mit goldener Krone. (Landgrafschaft Thüringen)
- Feld 2: In Rot eine goldene Lilienhaspel mit acht Lilien, belegt mit einem weißen Herzschild. (Herzogtum Kleve, Erbanspruch)
- Feld 3: In Gold ein schwarzer Löwe. (Herzogtum Jülich, Erbanspruch)
- Feld 4: In Gold ein schwarzer Löwe. (Markgrafschaft Meißen)
- Feld 5: belegt von Mittelschild
- Feld 6: In Silber ein goldgekrönter roter Löwe mit Doppelschweif. (Herzogtum Berg, Erbanspruch)
- Feld 7: In Blau ein goldgekrönter goldener Adler. (Pfalzgrafschaft Sachsen)
- Feld 8: In Gold zwei blaue Pfähle. (Markgrafschaft Landsberg)
- Feld 9: In Schwarz ein goldener Adler (Pfalzgrafschaft Thüringen)
- Feld 10: Im mit zehn roten Herzen bestreuten Feld ein schwarzer Löwe mit roter Krone. (Grafschaft Orlamünde)
- Feld 11: In Silber drei blaue Balken. (Herrschaft Eisenberg im Kreis Stadtroda).
- Feld 12: Gespalten von Silber und Blau, belegt von einem goldbekrönten Löwen in verwechselter Tinktur. (Fürstentum Lichtenberg in der Pfalz)
- Feld 13: In Silber eine rote Rose mit goldenem Butzen und grünen Kelchblättern. (Burggrafschaft Altenburg in Thüringen)
- Feld 14: Rot. (Regalienfeld)
- Feld 15: In Silber drei rote Seeblätter (2:1). (Grafschaft Brehna im Kreis Bitterfeld)
- Feld 16: In Gold ein 21-mal in drei Reihen von Silber und Rot geschachter Balken. (Grafschaft Mark in Westfalen, Erbanspruch)
- Feld 17: Im geteilten Feld rechts in Gold auf grünem Dreiberg ein schwarzer Hahn mit rotem Kamm, links in Rot eine silberne Säule, darauf eine goldene Krone. (Rechts: Gefürstete Grafschaft Henneberg – Links: Herrschaft Römhild im Kreis Hildburghausen)
- Feld 18: In Silber drei rote Sparren. (Grafschaft Ravensberg in Westfalen, Erbanspruch)

## Schlösser des Hauses Sachsen-Meiningen

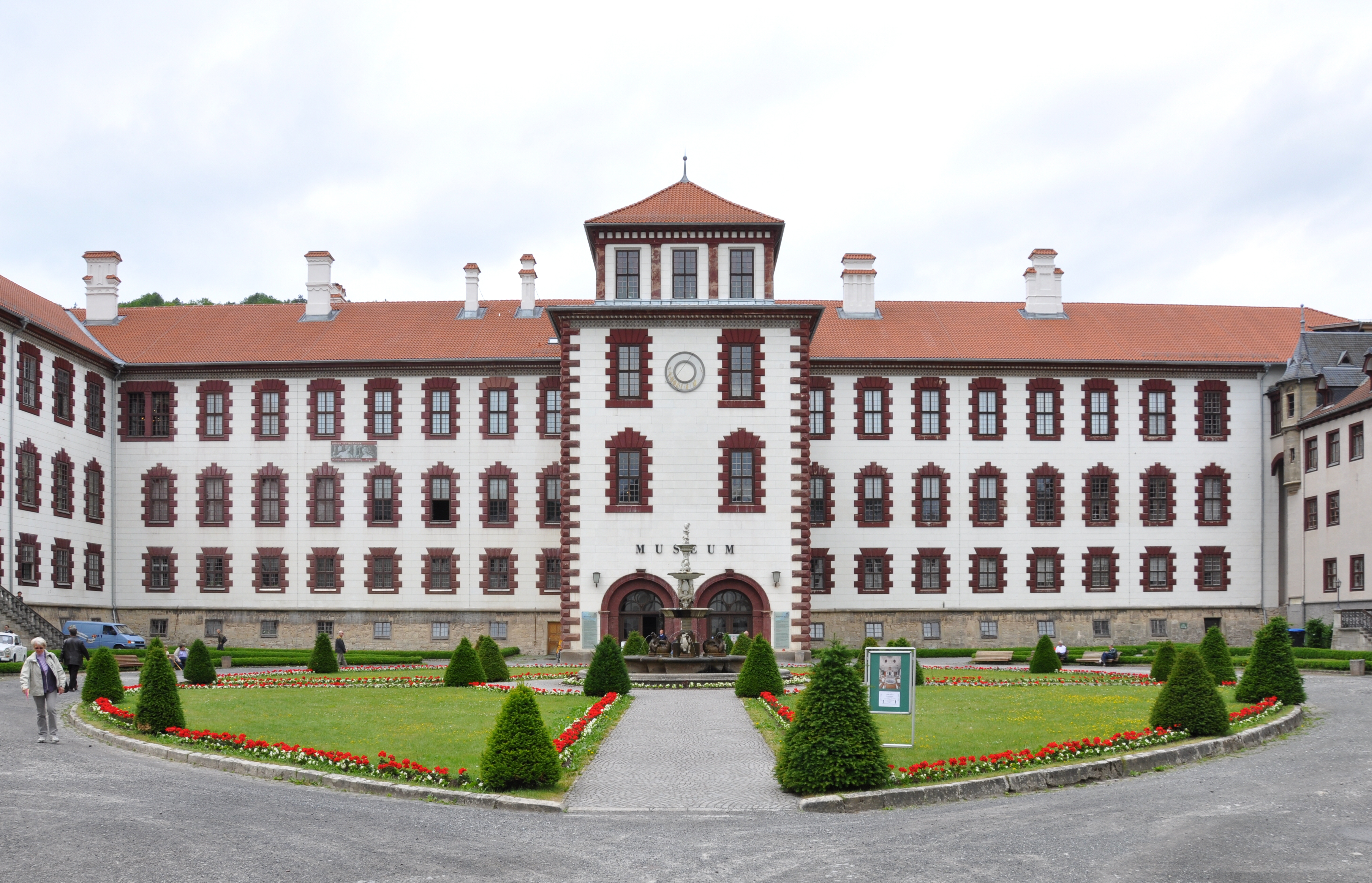
Residenzschloss
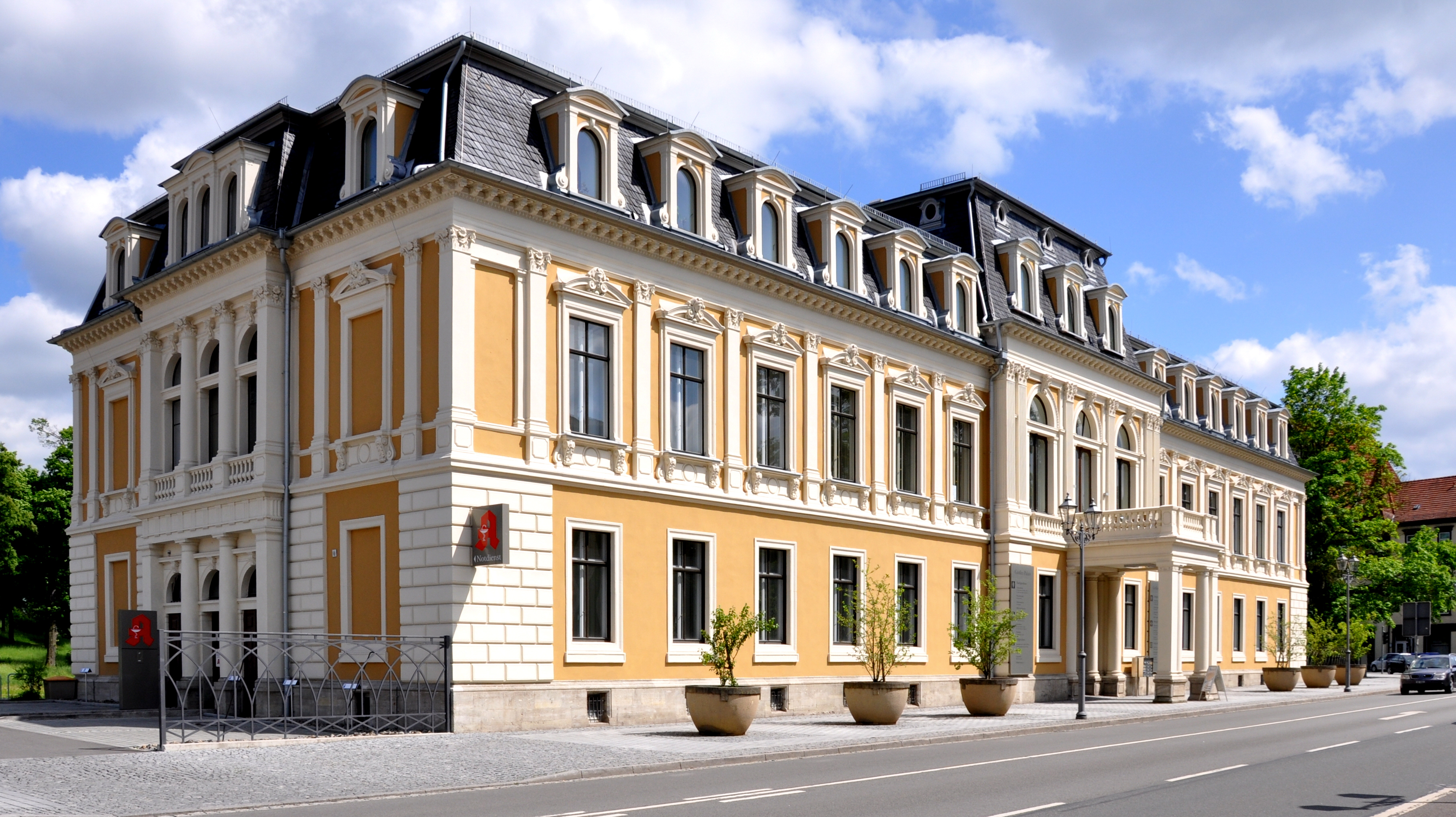
Großes Palais (Meiningen)
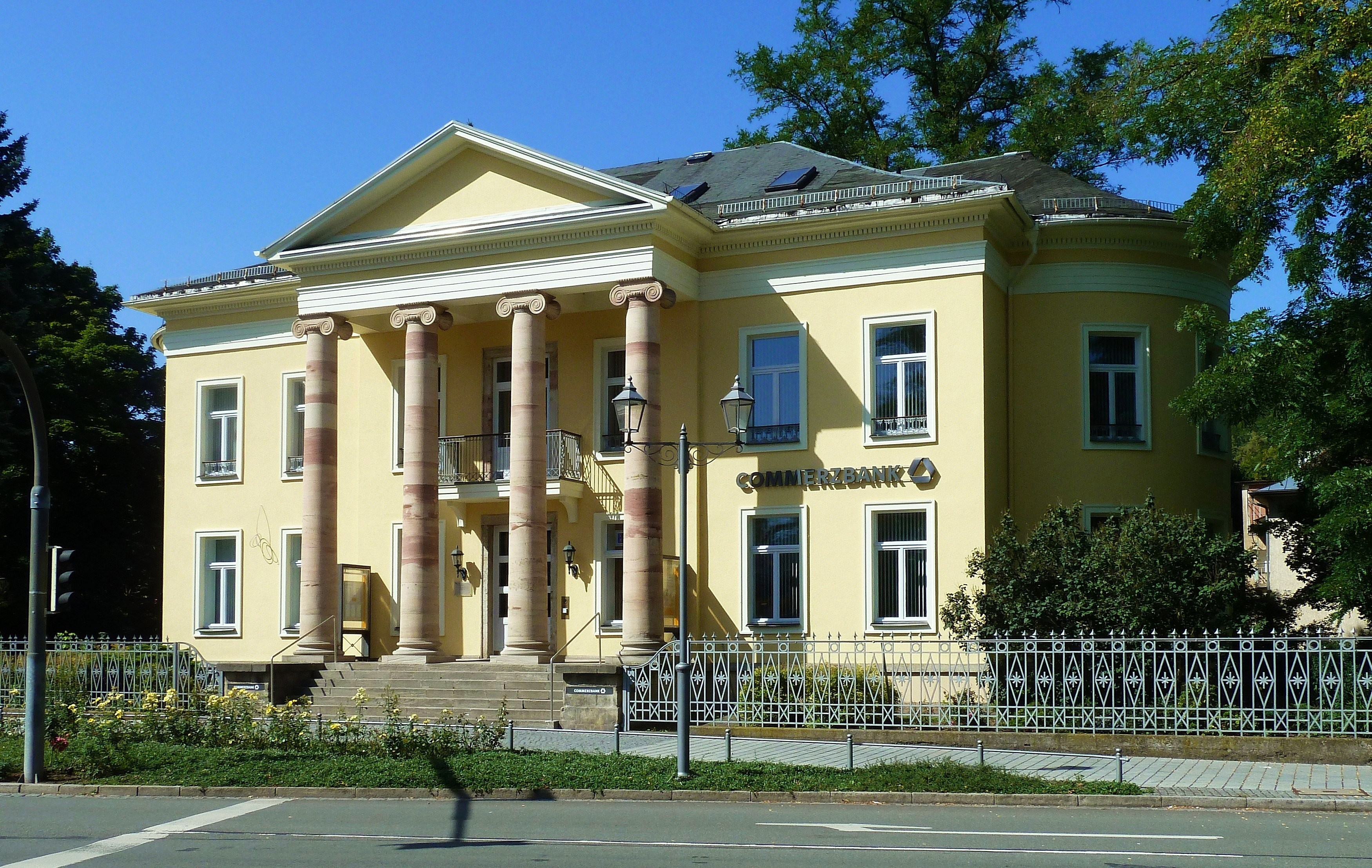
Kleines Palais (Meiningen)
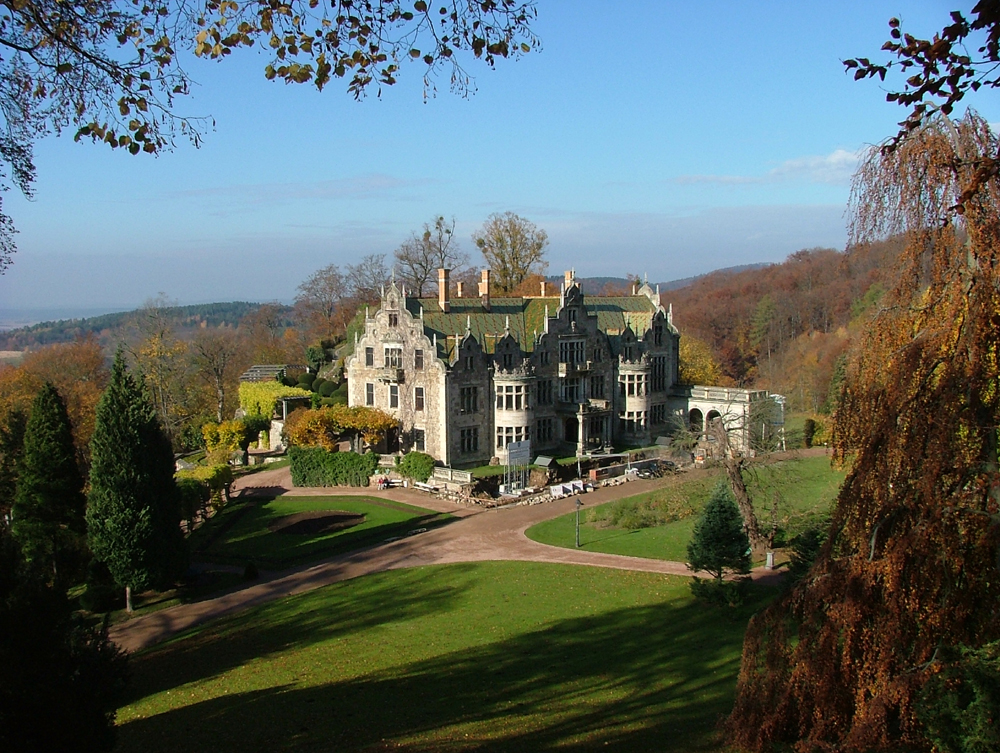
Schloss Altenstein
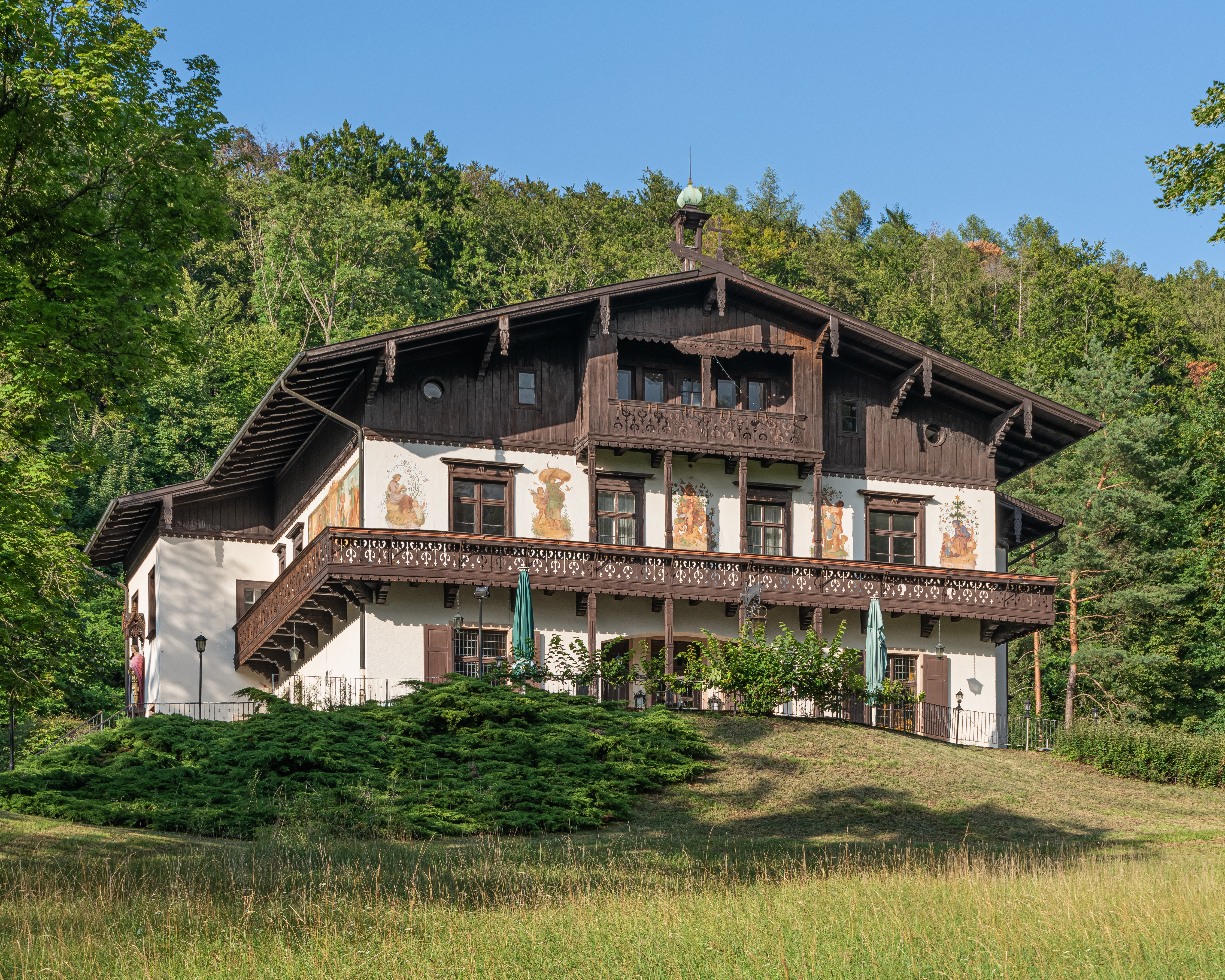
Villa Feodora Bad Liebenstein
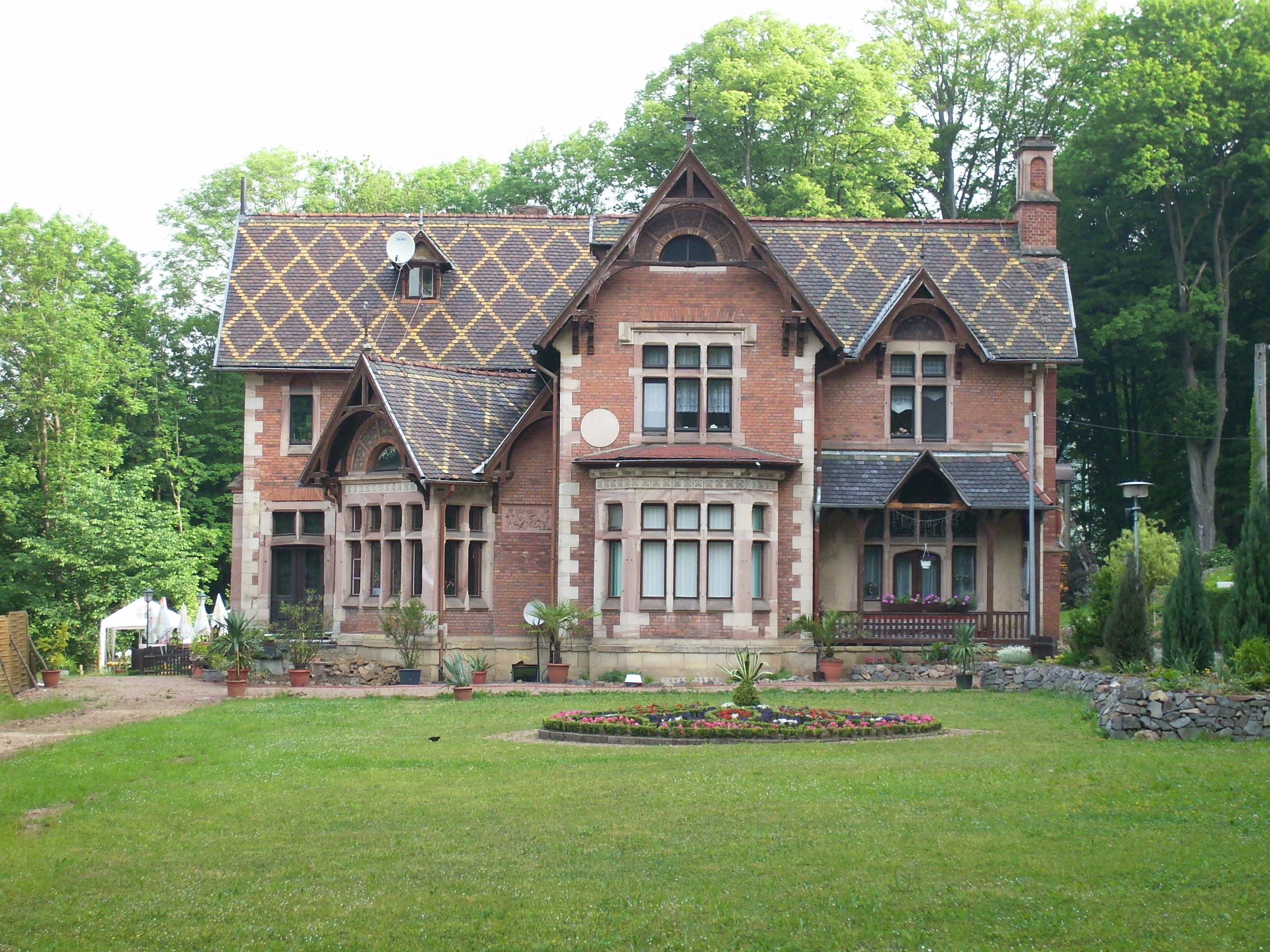
Villa Georg Bad Liebenstein
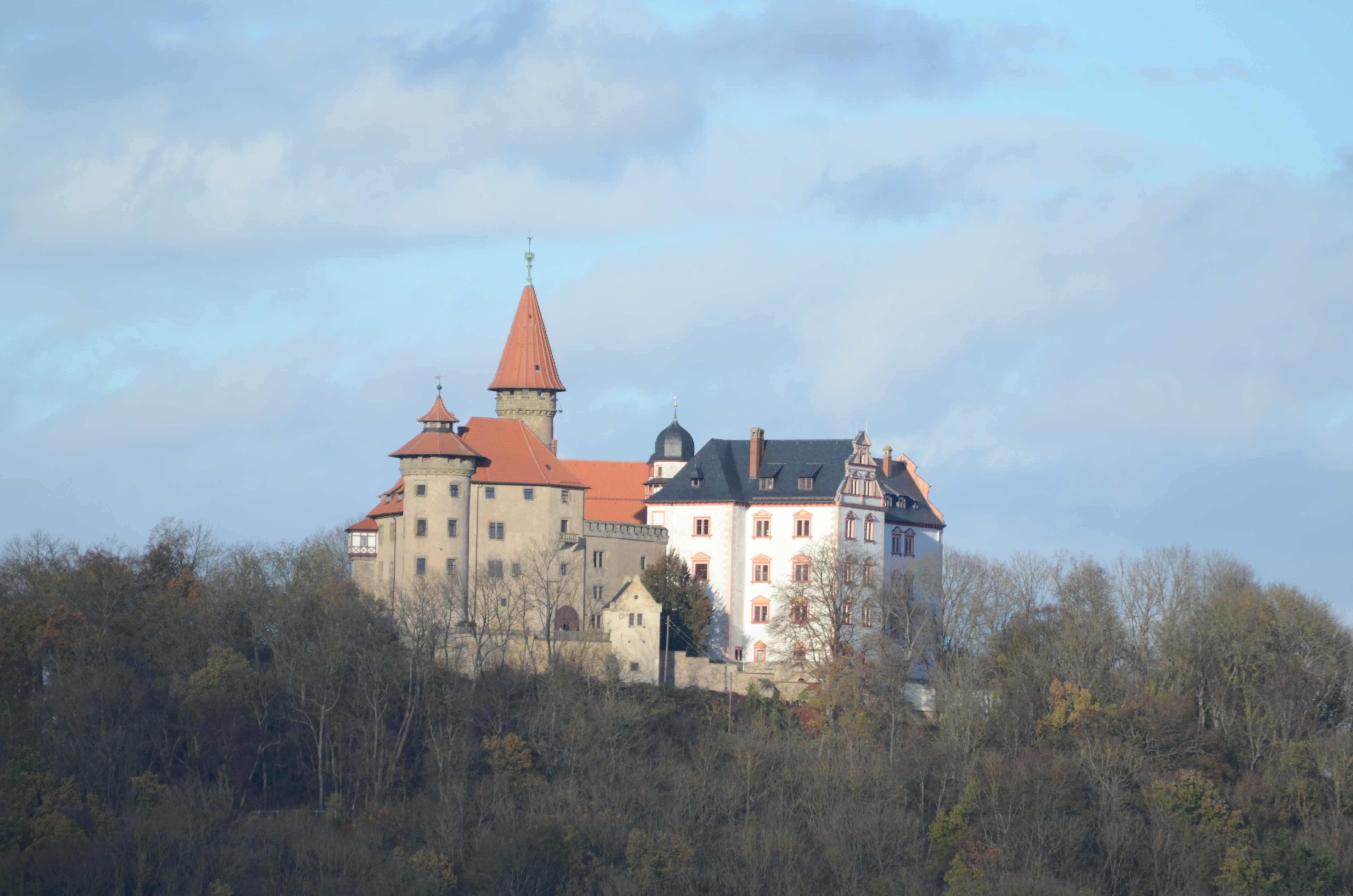
Veste Heldburg
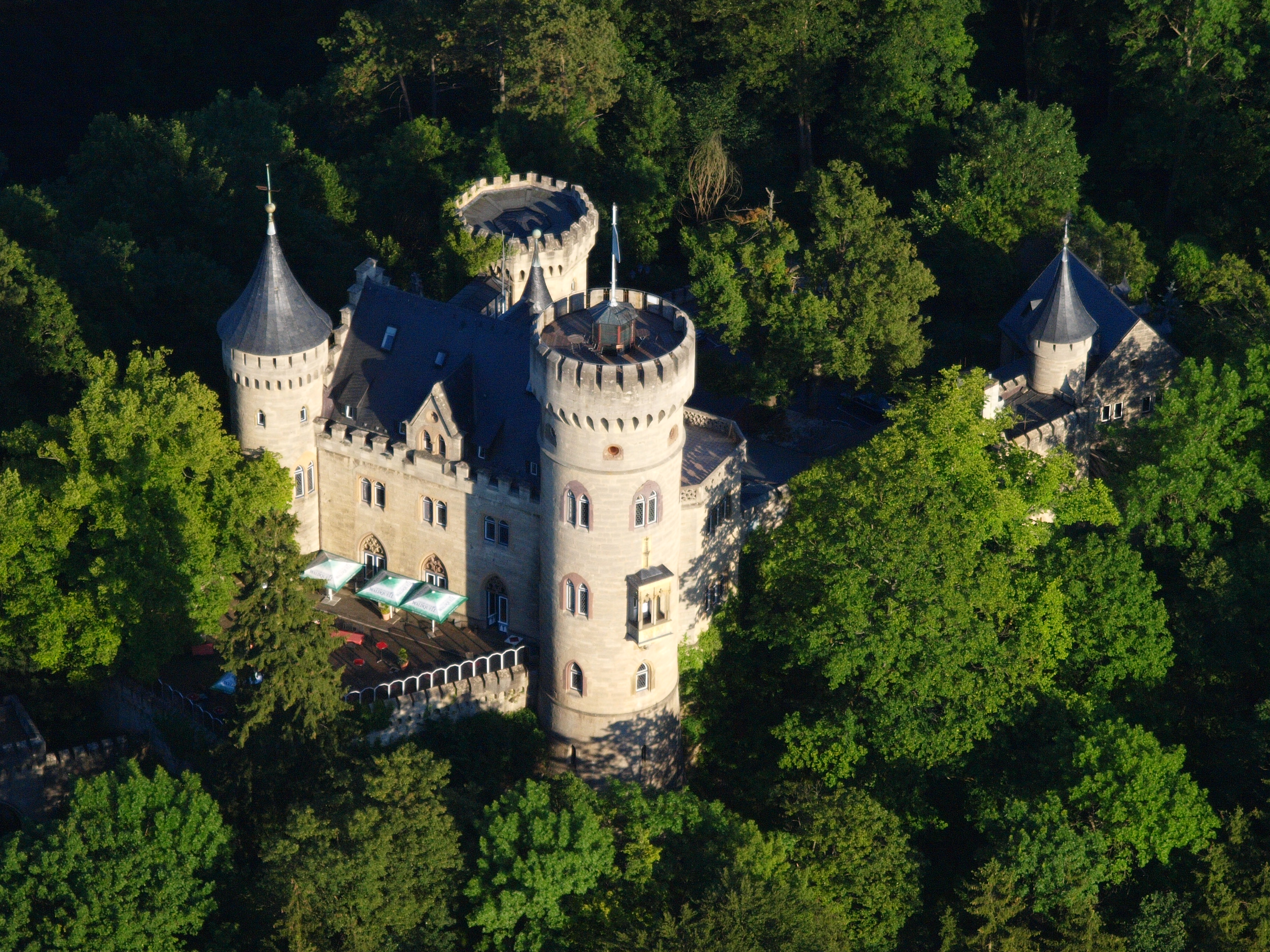
Schloss Landsberg (Meiningen)
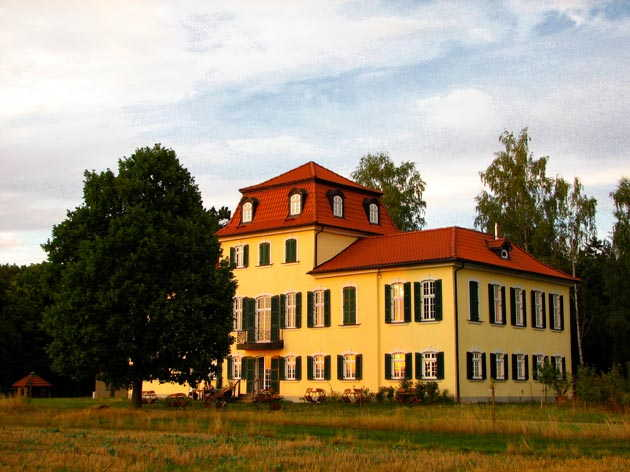
Jagdschloss Fasanerie (Hermannsfeld)
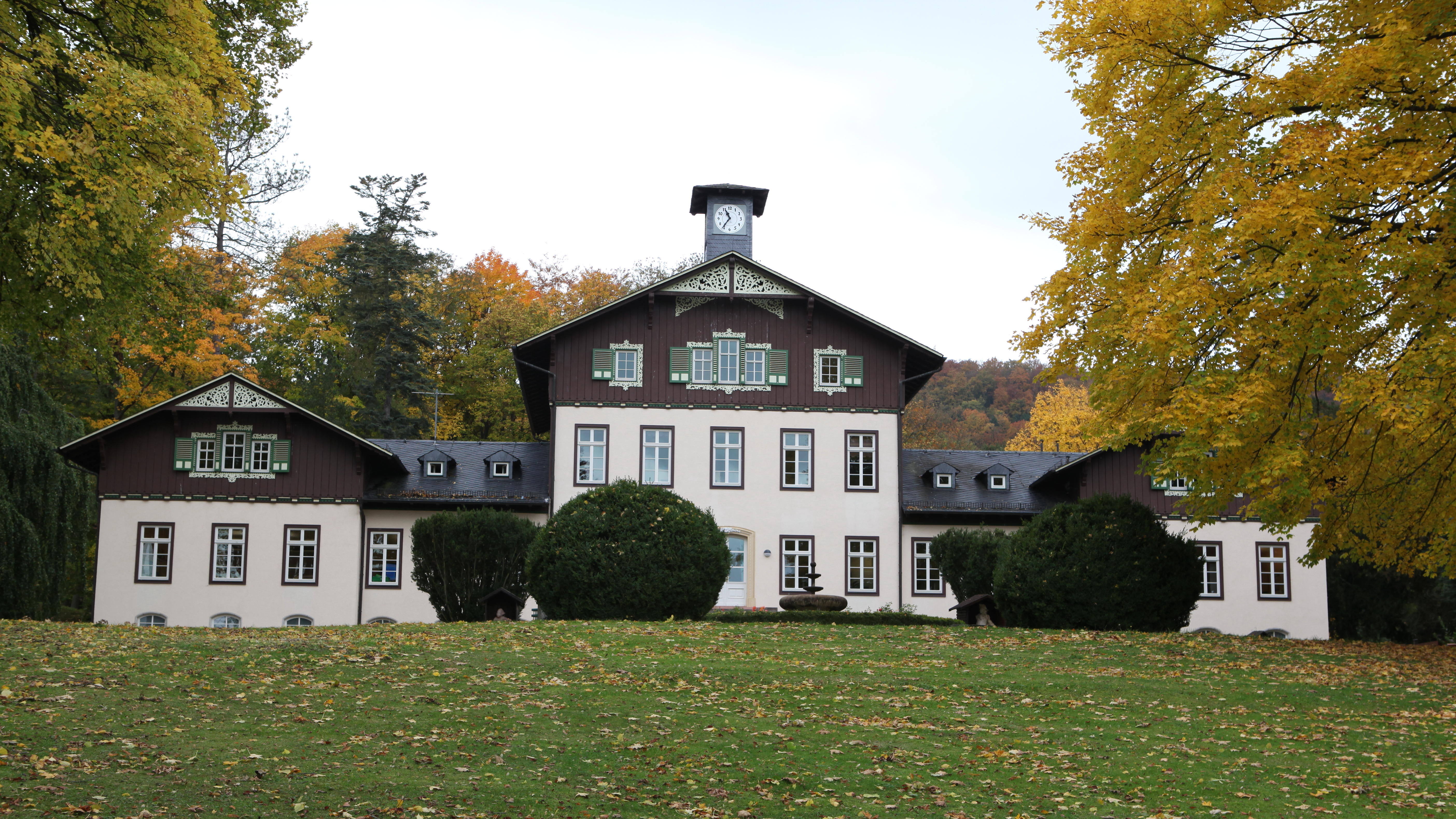
Schloss Sinnershausen
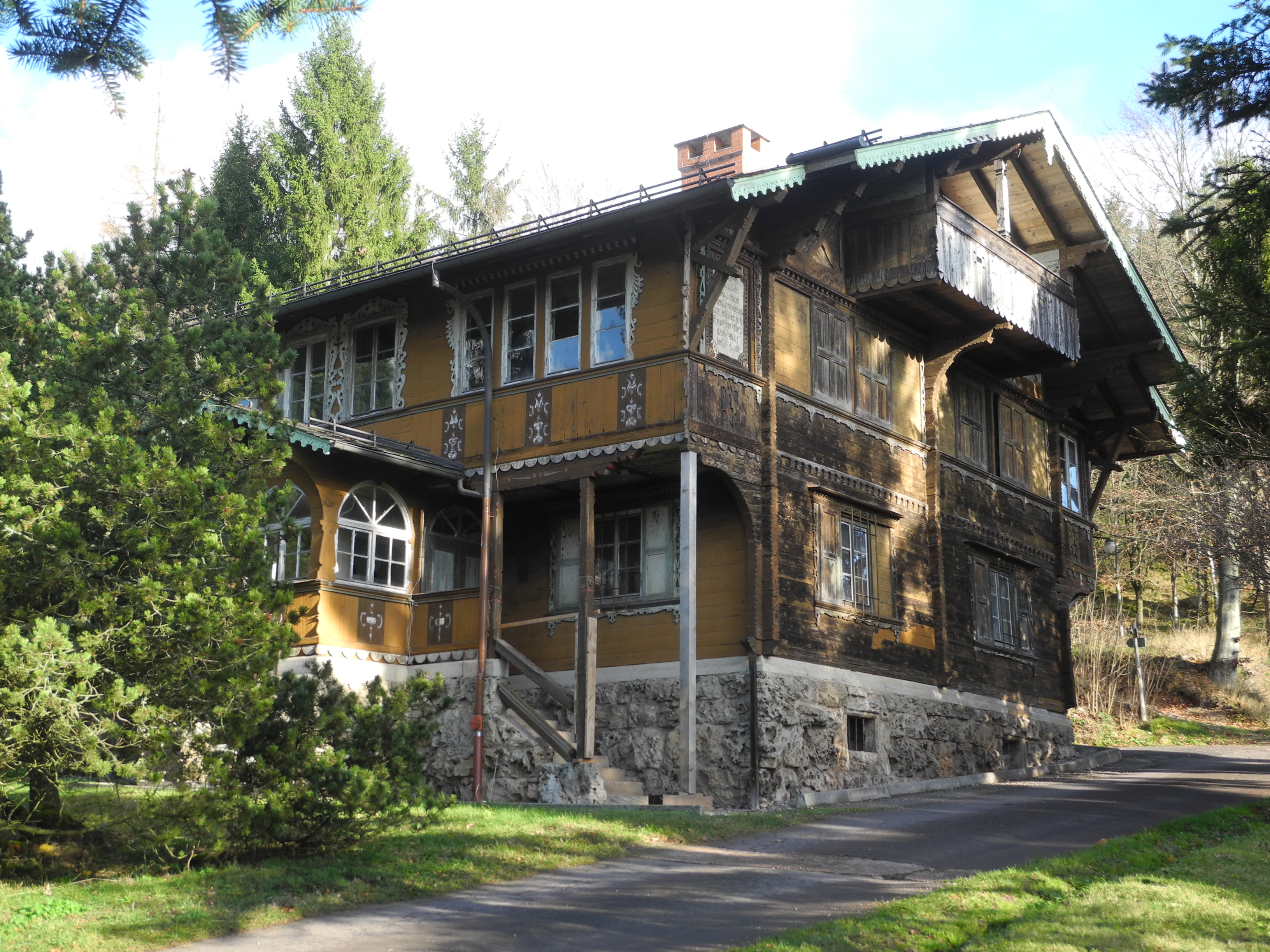
Jagdhaus Kissel
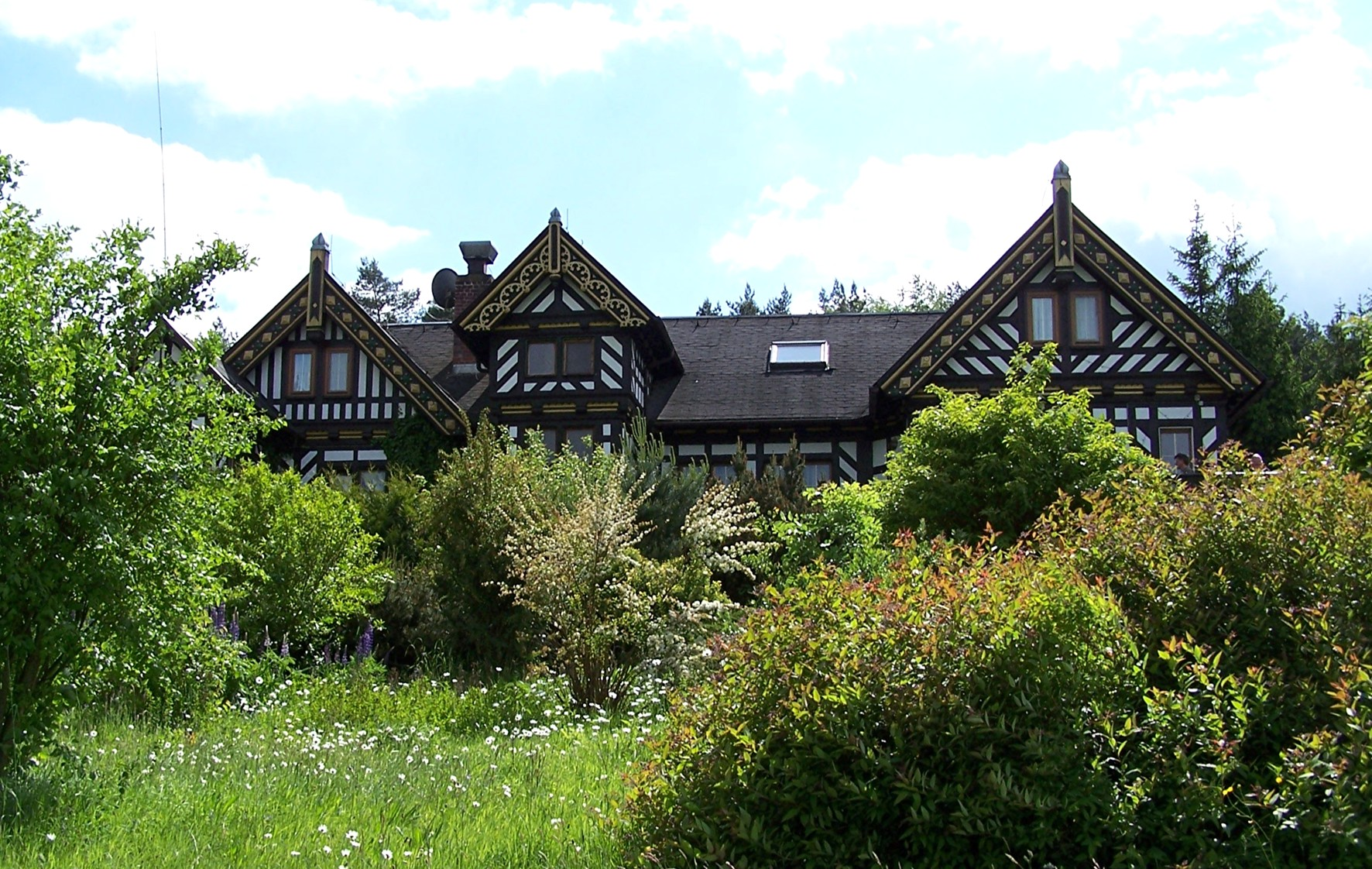
Jagdhaus Pleß, heute Jagdhaus Seeblick bei Breitungen/Werra
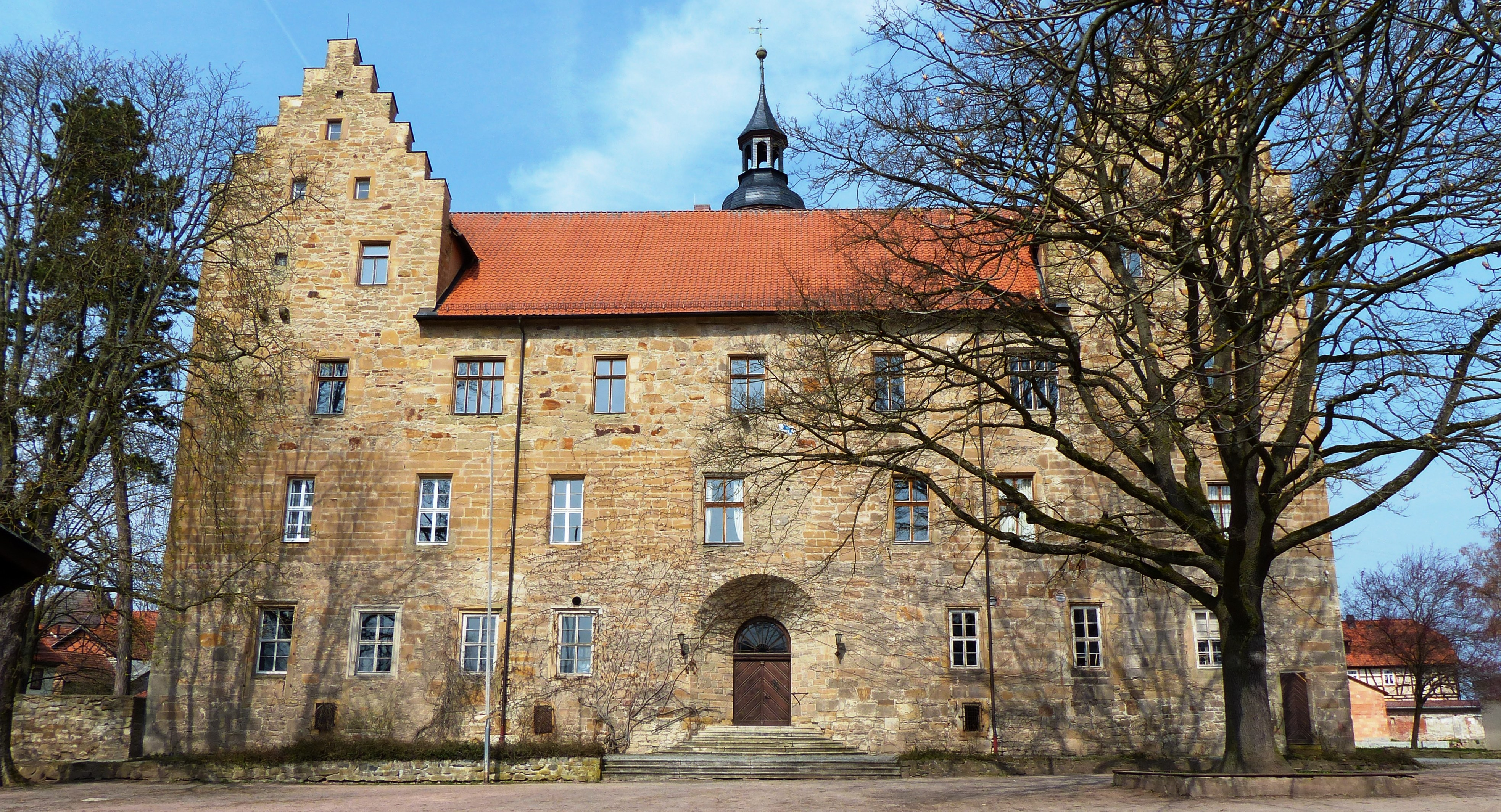
Schloss Glücksburg (Römhild)
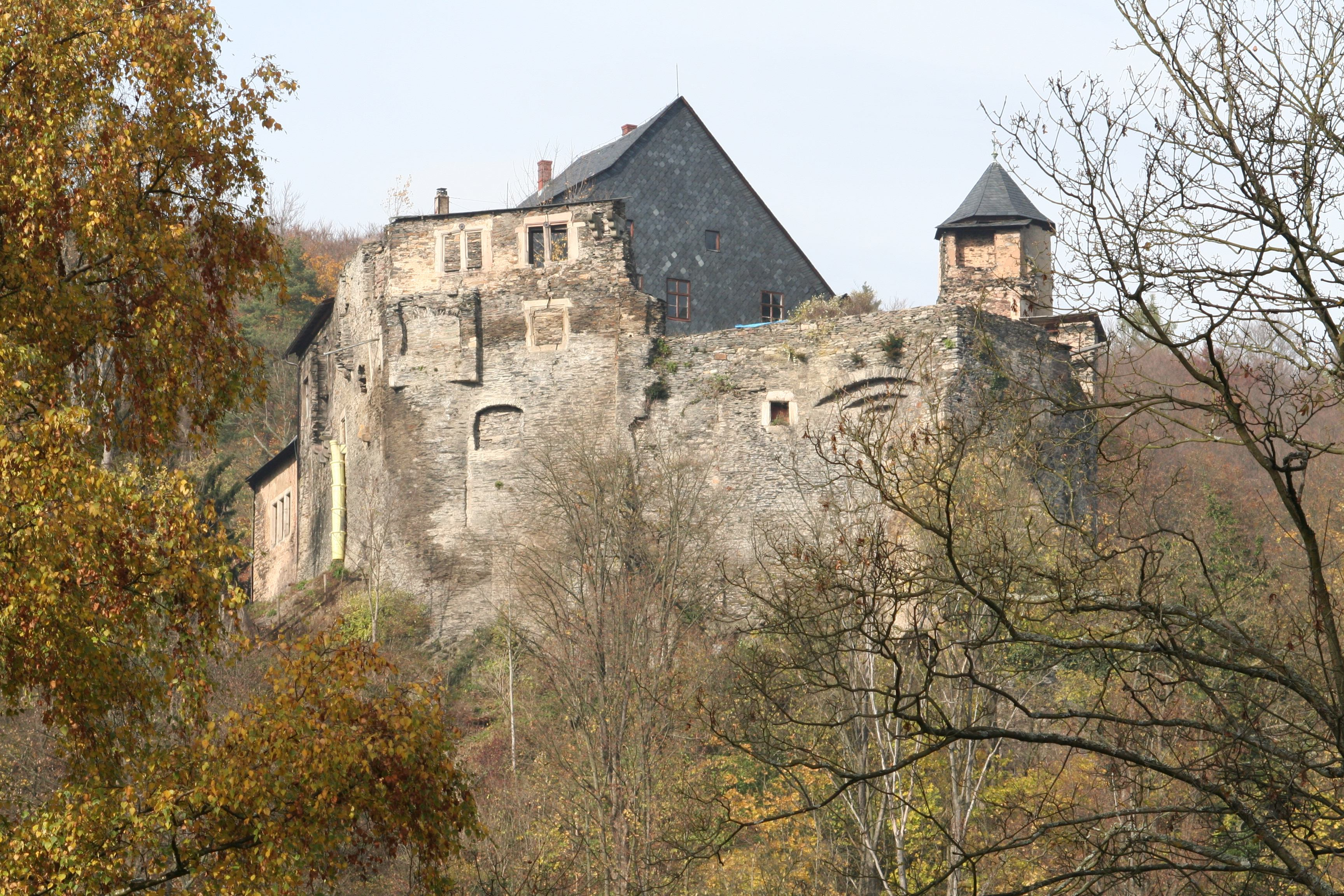
Schloss Wespenstein
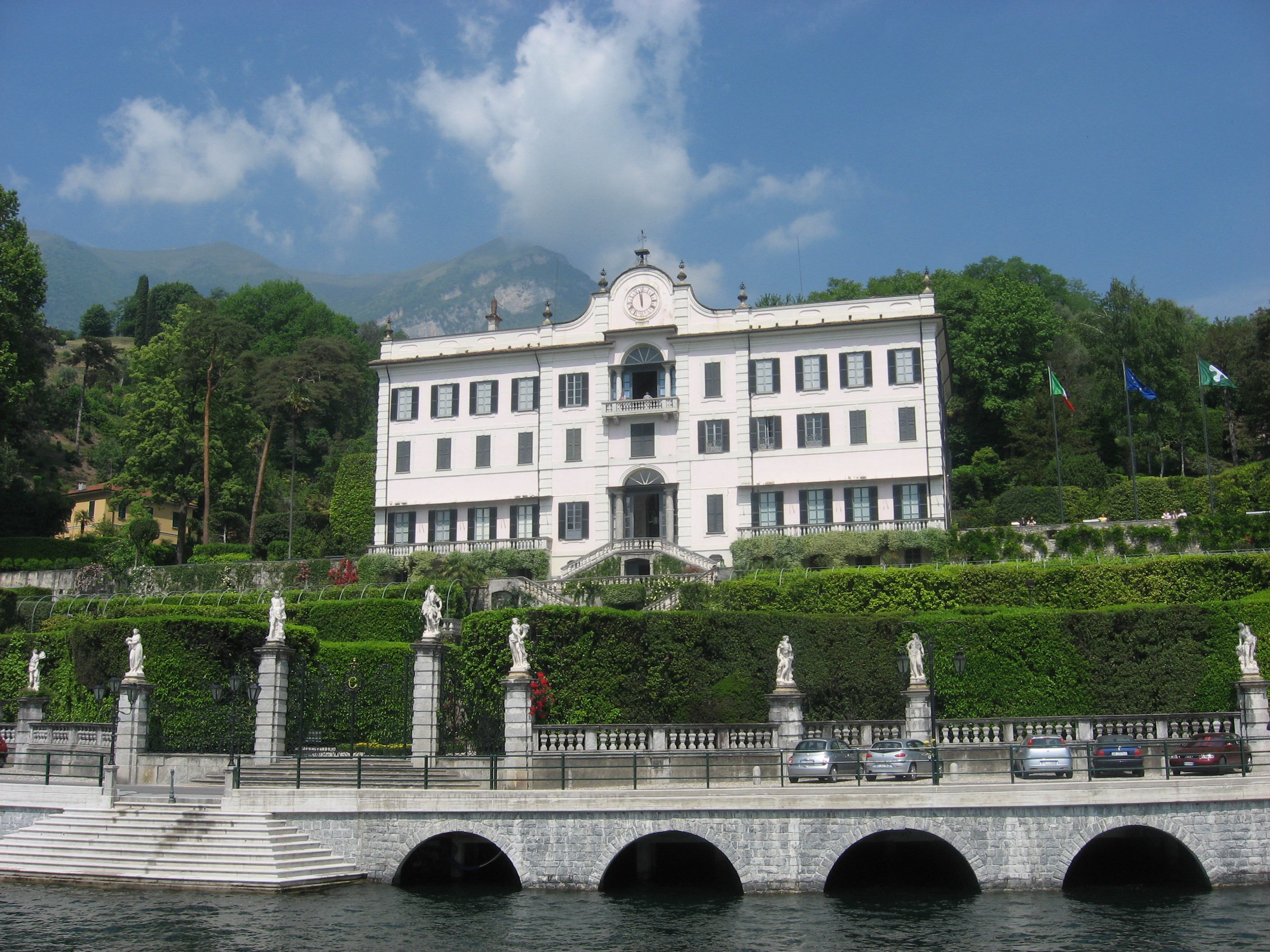
Villa Carlotta, Comer See

## Weitere Daten

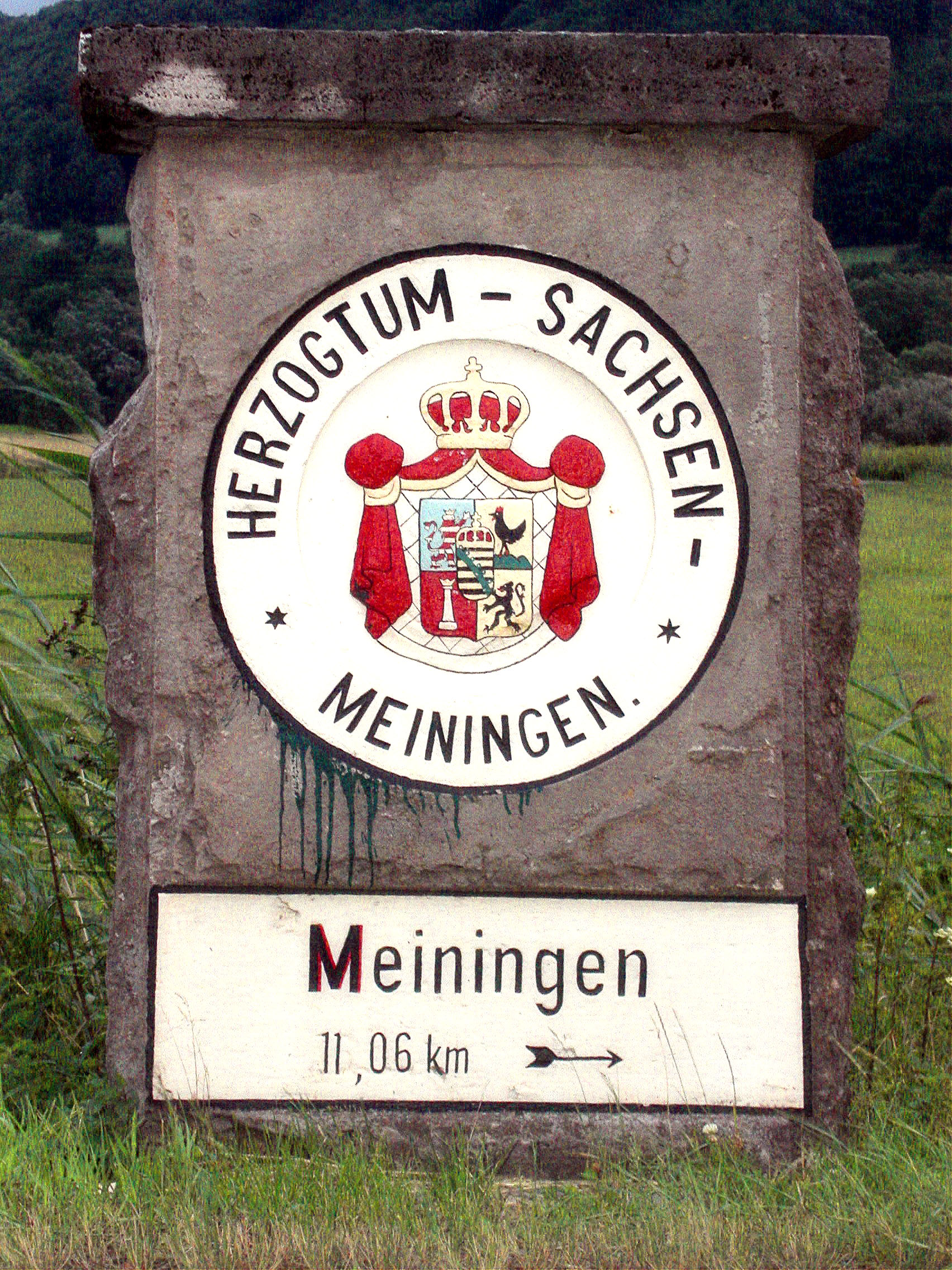
Grenzstein zwischen Ellingshausen und Rohr

- Bevölkerung: 143.933 (1833), 187.957 (1871), 278.762 (1910)

| Stadt          | Einwohner 1. Dez. 1833 |
| -------------- | ---------------------- |
| Meiningen      | 5656                   |
| Saalfeld       | 4358                   |
| Hildburghausen | 4229                   |
| Pößneck        | 3424                   |
| Sonneberg      | 3347                   |
| Bad Salzungen  | 2804                   |
| Eisfeld        | 2769                   |
| Wasungen       | 2201                   |

| Stadt          | Einwohner 1. Dez. 1910 | Veränderung seit 1833 |
| -------------- | ---------------------- | --------------------- |
| Meiningen      | 17.131                 | + 203 %               |
| Sonneberg      | 15.878                 | + 374 %               |
| Saalfeld       | 14.347                 | + 229 %               |
| Pößneck        | 12.430                 | + 263 %               |
| Hildburghausen | 7708                   | + 82 %                |
| Bad Salzungen  | 5134                   | + 83 %                |
| Eisfeld        | 4439                   | + 60 %                |
| Wasungen       | 3021                   | + 37 %                |

Außerdem lagen 1910 im Vergleich zu 1833 folgende Orte über der Marke von 2000 Einwohnern: Gemeinde Steinach (7557 – 1928; +292 %), Gemeinde Lauscha (5821 – 911; +539 %), Gemeinde Oberlind (3602 – 864; +317 %), Gemeinde Schweina (3533 – 1357; +160 %), Stadt Themar (2960 – 1323; +124 %), Stadt Camburg (2846 – 1530; +86 %), Stadt Gräfenthal (2592 – 1387; +87 %), Stadt Schalkau (2439 – 977; +150 %), Gemeinde Breitungen (2290 – 1545; +48 %), Gemeinde Steinheid (2234 – 639; +250 %), Gemeinde Judenbach (2151 – 918; +134 %) und Stadt Lehesten (2025 – 870; +133 %).

## Verwaltungsgliederung
Das Herzogtum Sachsen-Meiningen war bei der Erbteilung nach Erlöschen der Linie Sachsen-Gotha-Altenburg (1826) deutlich erweitert worden. Das Staatsgebiet wuchs von ca. 970 km² auf ca. 2400 km². Durch Edikt vom 29. Januar 1829 Nr. 6 erfolgte eine Einteilung in 12 Verwaltungsämter: Meiningen, Salzungen, Sonneberg und Wasungen (für den alten Bestand von vor 1826), Eisfeld, Gräfenthal, Heldburg, Hildburghausen, Kranichfeld, Römhild, Saalfeld und Camburg (für die bei der Erbteilung hinzuerworbenen Gebiete).
Diese Verwaltungsämter wurden 1868/69 aufgehoben und ihre Sprengel in vier Kreisen zusammengefasst:
- Kreis Hildburghausen für Hildburghausen (mit Heldburg), Eisfeld und Römhild.
- Kreis Meiningen (mit den Exklaven Oberellen und Dietlas) für Meiningen, Salzungen und Wasungen.
- Kreis Saalfeld (mit den Exklaven  Camburg, Großkochberg, Kranichfeld, Lichtenhain, Milda, Mosen, Rödelwitz, Treppendorf und Vierzehnheiligen) für Saalfeld, Gräfenthal, Kranichfeld und Camburg.
- Kreis Sonneberg (entspricht dem als Meininger Oberland bezeichneten früheren Verwaltungsamt).

Verwaltungsgliederung mit Einwohnerzahl 1871
| Kreis          | Einwohner 1871 |
| -------------- | -------------- |
| Hildburghausen | 50.725         |
| Meiningen      | 52.632         |
| Saalfeld       | 47.310         |
| Sonneberg      | 37.217         |

## Währung und Postregal

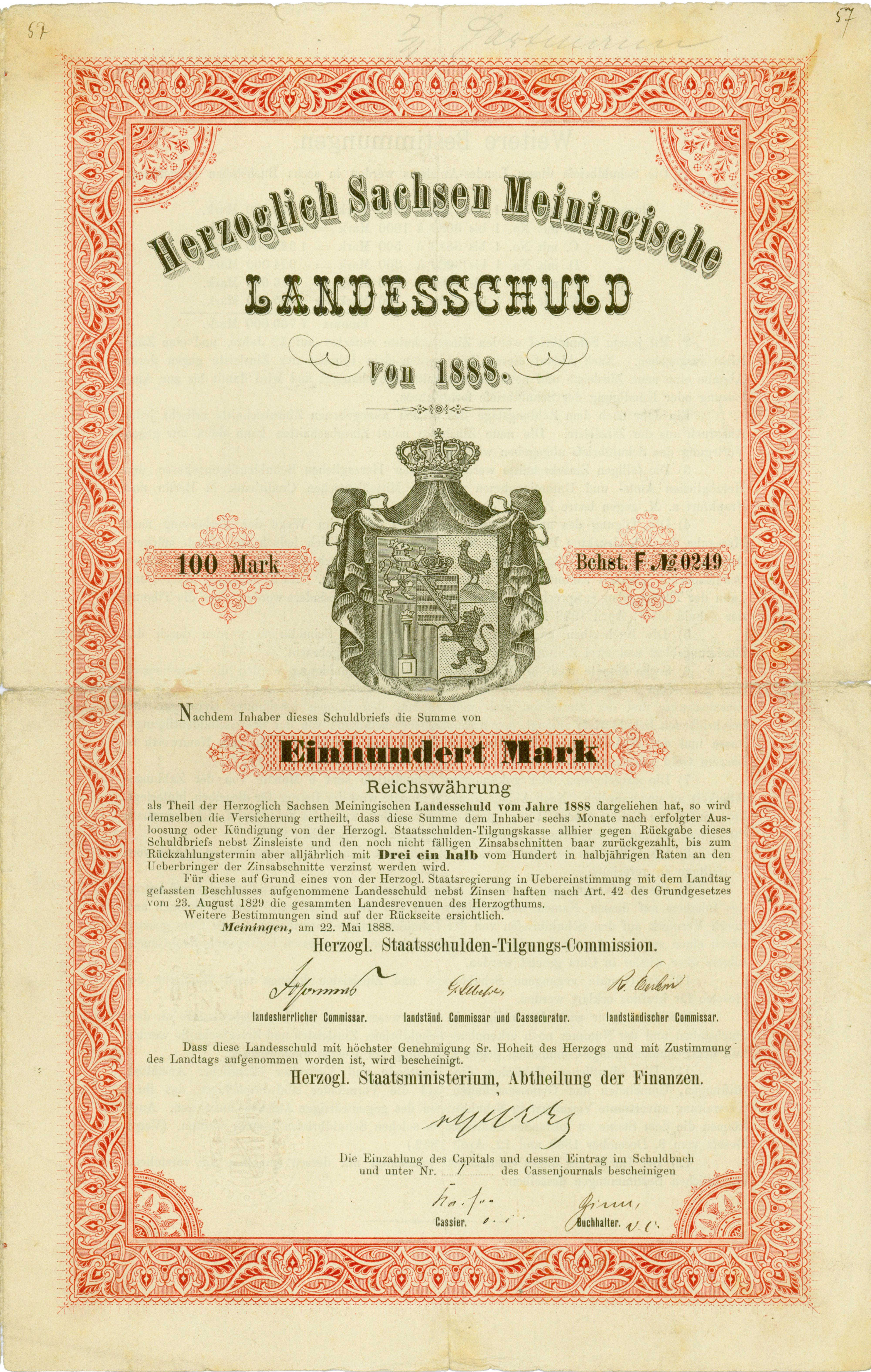
Schuldbrief über 100 Mark des Herzogtum Sachsen-Meiningen vom 22. Mai 1888

Das Herzogtum trat 1838 dem Dresdner Münzvertrag bei. Zwei Taler im preußischen 14-Taler-Münzfuß entsprachen nun 3 1⁄2 süddeutschen Gulden im 24 1⁄2-Gulden-Fuß, was als gemeinsame Vereinsmünze der „contrahierenden Staaten“ gelten sollte. Diese Vereinsmünze zu „2 Taler = 3 1⁄2 Gulden“ war in jedem Zollvereins-Land gesetzlich gültig – unabhängig davon, wer der jeweilige Emittent der Vereinsmünze war. Sachsen-Hildburghausen und Sachsen-Meiningen prägten eigene Münzen im bayerischen Münzfuß (1 Gulden zu 60 Kreuzer zu 240 Pfennigen). Münzstätten bestanden in Hildburghausen 1786–1829, in Saalfeld 1828–1846, in München 1854–1915. Erst mit der Einführung der Mark als Reichswährung zum 1. Januar 1876 nach dem Gesetz vom 4. Dezember 1871 wurde die Zersplitterung des Währungswesens aufgehoben.
Die Thurn-und-Taxis-Post sicherte sich durch Verträge mit den ernestinischen Herzogtümern das Postregal:
- 2. Mai 1807 mit Herzogin Louise Eleonore, Regentin für ihren Sohn Bernhard II. Erich Freund geschlossenen Vertrag das Postregal für das Herzogtum Sachsen-Meiningen,
- 4. April 1807 mit Herzog Friedrich für das Herzogtum Sachsen-Hildburghausen,
- 30. Juni 1816 mit Herzog Ernst I. für das Herzogtum Sachsen-Coburg-Saalfeld,
- 24. Februar 1817 mit Herzog Friedrich IV. für den Landesteil Gotha des Herzogtums Sachsen-Gotha-Altenburg,
- 26. Oktober 1817 mit Herzog Friedrich IV. für den Landesteil Altenburg des Herzogtums Sachsen-Gotha-Altenburg.

Nachdem Herzog Friedrich IV. zu Gotha und Altenburg, ohne Erben zu hinterlassen, am 11. Februar 1825 gestorben war, fiel das Herzogtum Gotha im Erbverteilungsplan vom 12. November 1826 an Herzog Ernst I. zu Coburg-Saalfeld, der dafür Saalfeld an Sachsen-Meiningen abtreten musste. Sachsen-Altenburg entstand ebenfalls durch den Erbteilungsvertrag vom 12. November 1826, hierbei fiel es an Herzog Friedrich, der dafür Hildburghausen an Meiningen abtrat. Aufgrund der Lineal-Gradual-Sukzession erhob Herzog Bernhard II. Erich Freund bei Aussterben der Linie zu Gotha und Altenburg als Nachkomme des zweitältesten Sohnes von Ernst dem Frommen Anspruch auf das ganze Erbe, bekam aber nur das Herzogtum Hildburghausen, das Fürstentum Saalfeld, die Grafschaft Camburg, die Herrschaft Kranichfeld sowie das Amt Themar und die volle Landeshoheit über Römhild zugesprochen. Wegen der damit verbundenen neuen Gebietseinteilungen mussten zum Teil die Verträge erneuert werden. So schloss Herzog Bernhard II. von Sachsen-Meiningen am 4. November 1829 mit dem Fürsten Maximilian Karl von Thurn und Taxis einen neuen Lehenspostvertrag ab.
Schon äußerlich war die gemeinsame Verwaltung am Namen, an den Postwappen und an den Uniformen, die sich durch verschiedene Kragenfarben unterschieden, zu erkennen. So lautete der Name der Postanstalt: „Herzoglich Meiningische, Fürstlich Thurn und Taxissche Lehenspostexpedition“. Das Postwappen vereinte demzufolge beide Wappen, unten das herzogliche, darüber das fürstlich Thurn und Taxissche. Von 1852 bis 1866 gab die Thurn-und-Taxis-Post eigene Briefmarken in zwei verschiedenen Währungen aus. Sachsen-Meiningen gehörte zum südlichen Bezirk mit Kreuzerwährung. Ab 1867 ging das Postregal an Preußen über, das jedoch – ebenso wie der Norddeutsche Bund – bis zur Einführung der Reichswährung 1876 Briefmarken in Kreuzerwährung ausgab.

## Gerichtswesen
Die Gerichtsbarkeit oblag dem allen thüringischen Staaten gemeinsamen Oberlandesgericht in Jena. Es umfasste die vier sachsen-ernestinischen Staaten, das Fürstentum Schwarzburg-Rudolstadt und die beiden reußischen Fürstentümer sowie die preußischen Kreise Schmalkalden, Schleusingen und Ziegenrück. Das Herzogtum unterhielt 16 Amtsgerichte; das Landgericht Meiningen war für die Kreise Meiningen, Hildburghausen und Sonneberg, zugleich aber auch für das Herzogtum Coburg und für die preußischen Kreise Schleusingen und Schmalkalden zuständig. Der Kreis Saalfeld gehörte zum gemeinschaftlichen Landgericht Rudolstadt mit Schwurgericht in Gera.
- Landgericht Meiningen (für Sachsen-Meiningen, Sachsen-Coburg, den preußischen Landkreis Schleusingen in der Provinz Sachsen und den preußischen Landkreis Schmalkalden in der Provinz Hessen-Nassau) mit den einundzwanzig Amtsgerichten Eisfeld, Heldburg, Hildburghausen, Römhild, Themar (für den Kreis Hildburghausen); Meiningen, Salzungen, Wasungen (für den Kreis Meiningen); Schalkau, Sonneberg, Steinach (für den Kreis Sonneberg); Coburg, Königsberg, Neustadt bei Coburg, Rodach, Sonnefeld (für Sachsen-Coburg); Schleusingen, Suhl (für den Landkreis Schleusingen); Brotterode, Schmalkalden, Steinbach-Hallenberg (für den Landkreis Schmalkalden),
- Landgericht Rudolstadt (für Schwarzburg-Rudolstadt, den Kreis Saalfeld von Sachsen-Meiningen und den preußischen Landkreis Ziegenrück in der Provinz Sachsen) mit den vierzehn Amtsgerichten Leutenberg, Königsee, Oberweißbach, Rudolstadt, Stadtilm (für die Oberherrschaft Rudolstadt); Frankenhausen, Schlotheim (für die Unterherrschaft Frankenhausen); Camburg, Gräfenthal, Kranichfeld, Pößneck, Saalfeld (für den Kreis Saalfeld); Ranis, Ziegenrück (für den Landkreis Ziegenrück).

## Militär
Bedeutendste Garnisonstadt des Herzogtums war die Residenzstadt Meiningen. Von 1718 bis 1866 waren hier die Meininger Truppen in mehreren Kasernen stationiert. Als Mitglied des Deutschen Bundes stellte das Herzogtum ein Kontingent von 1150 Mann Infanterie und bildete das 3. Bataillon der Reservedivision des Bundesheeres. Die Infanterie bildete ein Bataillon und eine Schützenabteilung in fünf Kompanien. Erst 1856 erfolgte eine Vermehrung auf zwei Bataillone zu vier Kompanien.
Nach dem Deutschen Krieg stationierte man das 1815 aus mehreren Landwehrbataillonen gebildete und 1861 ernannte 2. Thüringische Infanterie-Regiment Nr. 32 der Preußischen Armee in Meiningen. Dort bezogen das I. und II. Bataillon die von 1865 bis 1867 ursprünglich für die Meininger Truppen errichtete Hauptkaserne. Das III. (Füsilier-)Bataillon war zunächst in Kassel ansässig. Nach dem Deutsch-Französischen Krieg 1871 war es in Hersfeld und ab 1895 ebenfalls in Meiningen stationiert. Dort bezog das Bataillon die neu erbaute Nordkaserne in der Leipziger Straße. Das Regiment wurde im Dezember 1918 aufgelöst.
Nach der am 4. Februar 1867 mit Preußen geschlossenen Militärkonvention bildeten die Meininger Truppen mit denen von Sachsen-Coburg und Gotha das 6. thüringische Infanterieregiment Nr. 95, das zum 11. preußischen Armeekorps in Kassel gehörte. Dessen I. Bataillon lag in Gotha in Garnison, das II. Bataillon in Hildburghausen und das III. Bataillon in Coburg.
- siehe auch: Meininger Kasernen

## Liste der Herzöge von Sachsen-Meiningen
| Name              | Lebensdaten | Regierungsdaten | verheiratet mit | Bemerkungen |
| ----------------- | ----------- | --------------- | --- | --- |

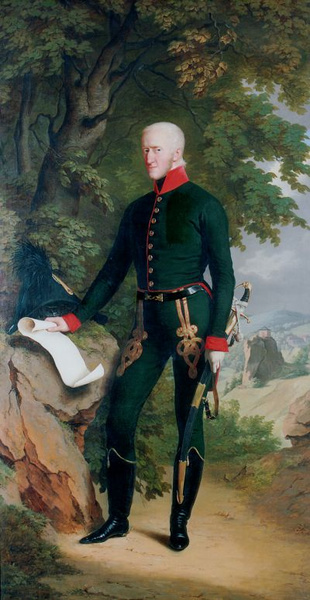
Herzog Georg I. von Sachsen-Meiningen (1761–1803)

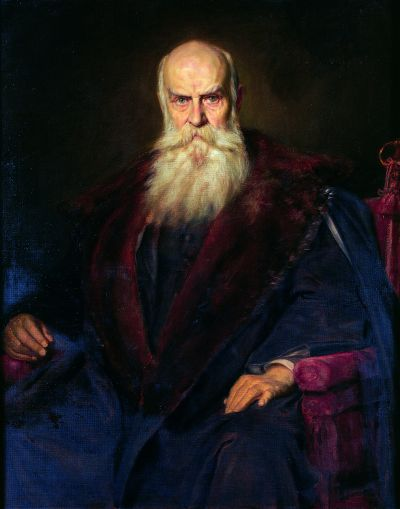
Herzog Georg II. von Sachsen-Meiningen (1826–1914), der „Theaterherzog“

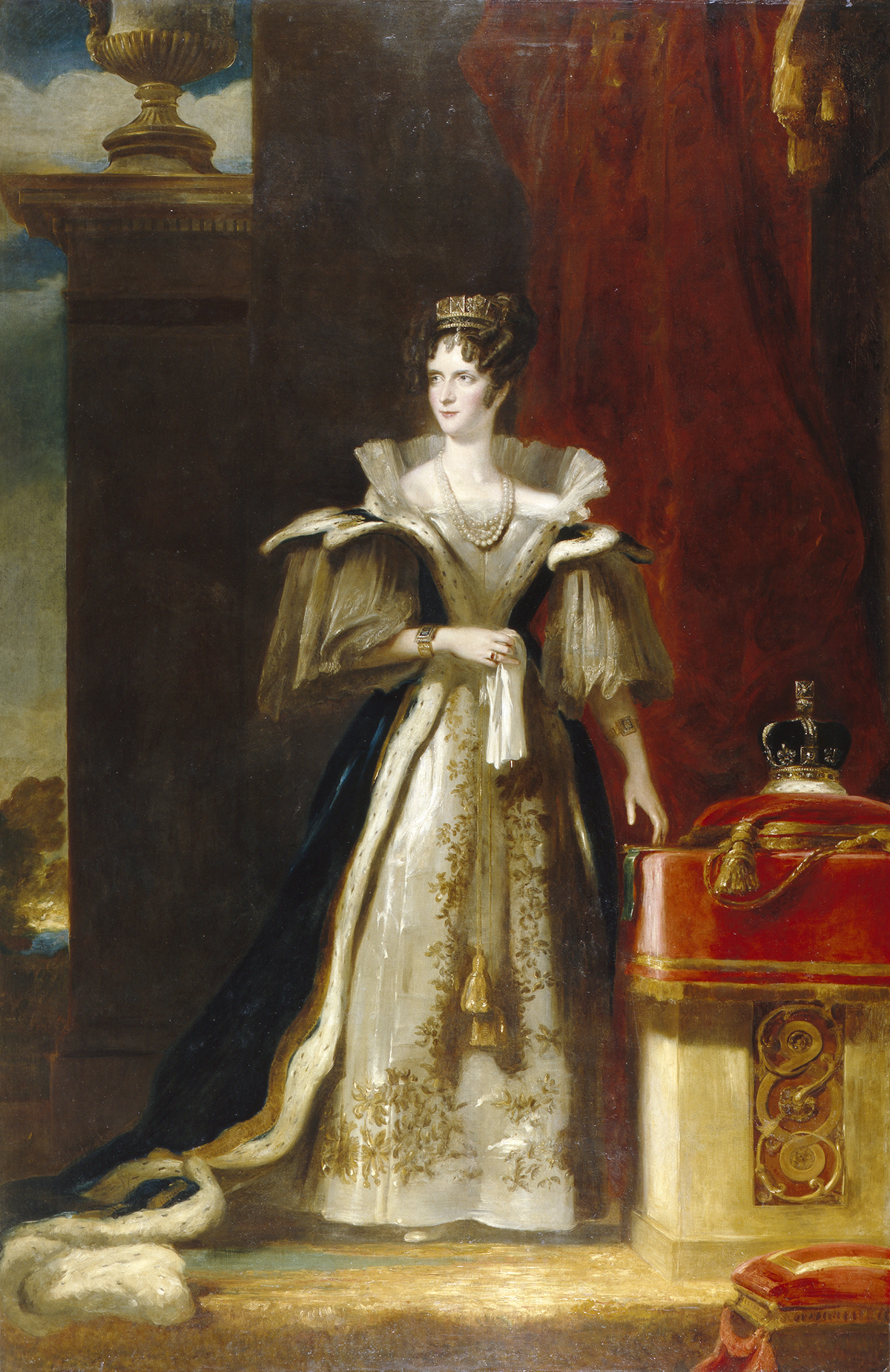
Adelheid von Sachsen-Meiningen (1792–1849), Königin von Großbritannien, Irland und Hannover

| Bernhard I.       | 1649–1706   | 1680–1706       | in erster Ehe mit Marie Hedwig von Hessen-Darmstadt in zweiter Ehe mit Elisabeth Eleonore von Braunschweig-Wolfenbüttel                                  | |
| Ernst Ludwig I.   | 1672–1724   | 1706–1724       | in erster Ehe mit Dorothea Maria von Sachsen-Gotha-Altenburg in zweiter Ehe mit Elisabeth Sophie von Brandenburg                                         | |
| Ernst Ludwig II.  | 1709–1729   | 1724–1729       | starb vor der Volljährigkeit | unter Vormundschaft von Friedrich Wilhelm (Sachsen-Meiningen) und Friedrich II. (Sachsen-Gotha-Altenburg)           |
| Karl Friedrich    | 1712–1743   | 1729–1743       | unverheiratet | unter Vormundschaft von Friedrich Wilhelm (Sachsen-Meiningen) und Friedrich II. (Sachsen-Gotha-Altenburg)           |
| Friedrich Wilhelm | 1679–1746   | 1743–1746       | unverheiratet | bereits ab 1724 Vormund für die Herzöge Ernst Ludwig II. und Karl Friedrich, regierte gemeinsam mit Anton Ulrich    |
| Anton Ulrich      | 1687–1763   | 1743–1763       | in erster Ehe mit Philippine Elisabeth Cäsar (Morganatische Ehe) in zweiter Ehe mit Charlotte Amalie von Hessen-Philippsthal                             | regiert von 1743 bis 1746 gemeinsam mit Friedrich Wilhelm                                                           |
| Karl              | 1754–1782   | 1763–1782       | Prinzessin Luise (1764–1834) Stolberg-Geldern | bis 1775 unter Vormundschaft seiner Mutter Charlotte Amalie bis 1782 gemeinsam mit ihr, 1782 gemeinsam mit Georg I. |
| Georg I.          | 1761–1803   | 1782–1803       | Louise Eleonore zu Hohenlohe-Langenburg | 1782 gemeinsam mit seinem Bruder Karl regierte im aufgeklärten Absolutismus                                         |
| Bernhard II.      | 1800–1882   | 1803–1866       | Marie von Hessen-Kassel | bis 1821 unter Vormundschaft seiner Mutter Louise Eleonore musste 1866 nach dem Deutschen Krieg abdanken            |
| Georg II.         | 1826–1914   | 1866–1914       | in erster Ehe mit Charlotte von Preußen in zweiter Ehe mit Feodora zu Hohenlohe-Langenburg in dritter Ehe mit Ellen Franz (Helene Freifrau von Heldburg) | Theaterherzog |
| Bernhard III.     | 1851–1928   | 1914–1918       | Charlotte von Preußen | Schwager von Kaiser Wilhelm II. letzter regierender Herzog                                                          |